# Vlag van Moravië-Silezië

Vlag van Moravië-Silezië (ratio 2:3)

De vlag van Moravië-Silezië is, net als alle andere Tsjechische regionale vlaggen (uitgezonderd de vlag van Praag), ingedeeld in vier kwartieren. De vlag is sinds 13 november 2002 in gebruik.
Het eerste kwartier toont de adelaar van (Neder-)Silezië, die ook in andere Silezische wapens en in het wapen van Tsjechië voorkomt. Zo lijkt het ontwerp van het wapen van het Poolse woiwodschap Neder-Silezië sterk op het wapen in deze vlag. Het gaat om een zwarte adelaar op een geel veld; de adelaar heeft een witte halve maan op zijn borst, voorzien van kruizen.
Het tweede kwartier toont de adelaar van Moravië, die ook op het wapen van Tsjechië staat. Deze adelaar is in rood-witte kleuren volgens een schaakbordpatroon.
Het derde kwartier toont de elementen uit het wapen van de stad Ostrava, de regionale hoofdstad en de op twee na grootste stad van Tsjechië.
De linker helft van het vierde kwartier toont een witte en een rode verticale baan, de rechter helft bevat de helft van een gele (gouden) ongekroonde adelaar op een blauw veld. De rode en witte baan verwijzen naar de stad Opava en het gelijknamige voormalige prinsdom. De adelaar verwijst naar het wapen van het voormalige hertogdom Teschen; dit wapen was ook opgenomen in het eerste grote wapen van Tsjechoslowakije.

Vlag van Moravië
Vlag van woiwodschap Neder-Silezië
Vlag van Ostrava